# بطباطية
الفصيلة البَطْبَاطِيَّة أو الأرطاوية أو الرَأوَنْدِيَّة أو العقدية أو الحماضية فصيلة نباتية تضم البَطْبَاط والحُمَّاض والرَأوَنْد والحنطة السوداء وفلفل الماء وغيرها. تضم أشجاراً وجنبات مثل الأرطاة.

## مكان نمو البَطباطيّة
تضمّ فصيلة البَطباطيّة عددًا من الأجناس، وتتعدّد مواقع انتشارها. فعلى سبيل المثال  ينتشر جنس البوليغونوم في جميع أنحاء العالم. بينما ينتشر نوع رِيُوم في أوروبا وآسيا. 
كما هنالك جنس يسمّى الرُومكس الغشائيّ السبلات، الذي عادةً يُستعمل نباتًا للتزيين لأنّه يعطي ثمارًا ملوّنة.
ويُذكر أنّ فصيلة البَطباطيّة تعيش في الأماكن الصحراويّة في عدد من الدول العربيّة مثل  مصر، ليبيا، تونس، الجزائر والمغرب. (أطلس النبات، ص470, المركز العربي لدراسات المناطق الجافة والأراضي القاحلة أكساد, دمشق 2012, المؤلف د. وسيم هاني الحكيم 

## فوائدها
تختلف وتتنوّع استخدامات أجناس البَطباطيّة. فهناك جنس يُسمّى الرُومكس الغشائي السبلات يُستعمَل في الطبّ لِغِناه بالمركّبات العفصيّة. بالإضافة الى جنس سلطان الغابة (الأُنجبار المَخزنيّ) الّذي تستخدم أوراقه لعلاج الجروح كما أنّ جذوره تساعد على مقاومة مُختلَف أنواع السموم. 

## أجناس هامّة
جنس رومكس أو الحُمّاض يحتوي على ما يقارب 100 نوع، منها 15 نوع في سوريا. بعض منها يُستعمل في الطعام خضارًا كالرومكس الحامضيّ، ومنها ما يستعمل نباتاً للتزيين كالرُومكس الحَلَيمي المنتشر في جبال الأطلس والذي يعطي ثمارًا ملوّنة. 